# جمعان حمود العصيمي
جمعان حمود العصيمي من قارئي القرآن الكريم ومن أئمة المساجد في المملكة العربية السعودية، إمام جامع الملك فهد بحي المعذر في مدينة الرياض،وكان امام جامع دار العلوم بحي الفلاح و إمام جامع رياض الصالحين بحي المروج سابقا، مجاز بروايتي شعبة وحفص عن عاصم الكوفي، من المقرئ الشيخ محمود صقر عن محمد عبد الحميد الإسنكدراني.

## وصلات خارجية
- صفحته على موقع طريق الإسلام
- مصحف الشيخ جمعان حمود العصيمي في موقع نداء الايمان[وصلة مكسورة]
- مصحف الشيخ جمعان حمود العصيمي في موقع طريق الصالحين
- مصحف الشيخ جمعان حمود العصيمي في موقع شبكة قراننا الإسلامية